# مدرعات العظم
مدرعات العظم (الاسم العلمي: Cephalaspis)، وهي طائفة لافكية منقرضة. عاشت بين فترتي السيلوري الأوسط والديفوني المتأخر.